# Приет
„Приет“ (на английски: Accepted) е американски комедиен филм от 2006 г. на режисьора Стийв Пинк, по сценарий на Адам Купър, Бил Колаж и Марк Перез и във филма участват Джъстин Лонг, Блейк Лайвли, Антъни Хилд и Люис Блек.